# 卡吉尔战争
卡吉尔战争（印地语：／；乌尔都语：／），亦称卡吉尔冲突或第四次印巴战争，指1999年5月至7月之间印度与巴基斯坦之间在印控克什米尔的武装冲突。

## 战役背景

### 地理因素
卡吉尔属于高海拔地区，气候恶劣。印军在寒冬季节会选择撤回军队，等待寒冬季结束返回。而卡吉尔临近的公路（乌里—列城）的一条公路是印军重要物资通道，巴军占领卡吉尔附近山脉制高点对卡吉尔及印度战略通道构成威胁。

## 过程
战争的直接起因是由于伪装成克什米尔叛乱分子的巴基斯坦军队越过了控制线，进入了印度境内。印度军队展开反击作战，代号为“胜利行动”（Operation Vijay）。雙方軍隊在7000公尺以上的山地交戰，這也是世界戰爭史上交戰海拔最高的戰役。巴基斯坦一开始否认其部队进入印度领土。印度陆军后来在印度空军的支持下，夺回了控制线印度一侧的大部分阵地；面对国际社会的反对，巴基斯坦军队从控制线沿线所有剩余的印度阵地撤出。最终，印度军队夺回失地，巴基斯坦军队撤回控制线巴基斯坦一侧。

## 国际反应
巴基斯坦因其准军事部队和叛乱分子越过控制线，而受到其他国家对其煽动战争的严厉批评。八国集团成员国在科隆峰会上支持印度并谴责巴基斯坦违反控制线协议的行为。战斗爆发后，巴基斯坦寻求美国帮助缓和冲突。时任总统比尔·克林顿助手布鲁斯·里德尔（Bruce Riedel）报告说，美国情报部门已经发现巴基斯坦核武器的部署迹象。因为担心卡吉尔的敌对行动升级为更广泛的冲突，巴基斯坦总理纳瓦兹·谢里夫于7月4日飞赴美国，寻求克林顿的支持。然而，克林顿斥责谢里夫，并要求他利用自己的人脉来遏制武装分子，并从印度领土上撤出巴基斯坦士兵。最终巴基斯坦接受了国际社会的要求撤回其军队。